# Nymphon natalense
Nymphon natalense är en havsspindelart som beskrevs av Flynn, T.T. 1928. Nymphon natalense ingår i släktet Nymphon och familjen Nymphonidae. Inga underarter finns listade i Catalogue of Life.